# Iva Gelashvili
Iva Gelashvili   (Tbilisi, 8 d'abril de 2001) és un futbolista georgià que juga com a defensa del Panserraikos i de la selecció de Geòrgia. El seu germà gran és l'esquiador alpí Jaba Gelashvili.

## Trajectòria
Tot i néixer a Tblisi, Gelashvili es va criar i va estudiar a la República Txeca. Va jugar a alguns clubs al futbol formatiu txec fins a arribar a les categories inferiors de l'Sparta de Praga, on era considerat una promesa.
A l'estiu de 2022, Gelashvili va signar amb el Dinamo Batumi procedent de l'Sparta de Praga B, però va marxar ceidt al Sioni Bolnisi. Va començar la temporada següent al Saburtalo i va obrir el seu compte de gols de la Lliga en un empat 3-3 contra el Samtredia.
El 23 d'agost de 2023, l'Spezia de la Sèrie B va obtenir la cessió per un any Gelashvili. Durant aquesta temporada a Itàlia va fer un gol de cap en el temps de descompte contra el Mòdena, salvant un punt per a Spezia el 26 de desembre de 2023.
Quan el seu contracte de préstec va expirar, Gelashvili va tornar a Geòrgia l'estiu següent i es va incorporar a l'Iberia 1999 després de desvincular-se definitivament del Dinamo Batumi. Va participar mitja temporada 2024, any en què l'Iberia es va proclamar campió de lliga.
El 15 de juliol de 2025, el Panserraikos, de la lliga grega, va anunciar el fitxatge de Gelashvili per les dues següients temporades.

## Internacional
Gelashvili va participar en els quatre partits dels sub-21 de Geòrgia al Campionat d'Europa de la UEFA de 2023, organitzat conjuntament pel seu país. Poc després va rebre una convocatòria per a la selecció absoluta i va debutar a la victòria per 8-0 contra Tailàndia com a titular.

## Estadístiques
Actualitzat a 29 de juliol de 2025
| Club                 | País    | Any       | Partits | Gols |
| -------------------- | ------- | --------- | ------- | ---- |
| AC Sparta Praga II   | Txèquia | 2021-2022 | 26      | 1    |
| FC Dinamo Batumi     | Geòrgia | 2022      | 0       | 0    |
| FC Sioni Bolnisi     | Geòrgia | 2022      | 11      | 0    |
| FC Saburtalo Tbilisi | Geòrgia | 2022-2023 | 15      | 1    |
| Spezia Calcio        | Itàlia  | 2023-2024 | 10      | 1    |
| FC Iberia 1999       | Geòrgia | 2024-2025 | 31      | 2    |

Actualitzat a 29 de juliol de 2025
| Selecció Nacional | Any   | Partits | Gols |
| ----------------- | ----- | ------- | ---- |
| Georgia           | 2023  | 1       | 0    |
| Georgia           | 2025  | 1       | 0    |
| Total             | Total | 2       | 0    |

## Palmarès

#### Iberia 1999
1 Erovnuli Liga: 2024